# Андриксфурт
Андриксфурт (нем. Andrichsfurt) — община (нем. Gemeinde) в Австрии, в федеральной земле Верхняя Австрия.
Входит в состав округа Рид-им-Иннкрайс.  Население составляет 713 человек (на 31 декабря 2005 года). Занимает площадь 12 км². Официальный код  —  41201.

## Политическая ситуация
Бургомистр общины — Йохан Брандштеттер (АНП) по результатам выборов 2003 года.
Совет представителей общины (нем. Gemeinderat) состоит из 13 мест.
- АНП занимает 9 мест.
- АПС занимает 3 места.
- СДПА занимает 1 место.